# عربات الآلهة؟
بالإنجليزية: "?Chariots of the Gods " هو كتاب من تاليف الكاتب السويسري «إريك فون دانكن» سنة 1968.

## عن الكتاب
تتلخص افكار الكتاب ان هناك مخلوقات متطورة جائت من الفضاء مند الاف السنين وقامت بتلقين وتعليم البشر اسس الحضارة ومجموعة من العلوم المتعلقة بالفضاء والكواكب والصناعة. ويحاول «دانكن» ان يثبت صحة فكرته اولا عن وجود قاسم مشترك بين الاديان والفلوكلورات الشعبية والاساطير القديمة وهو ان الحياة جائت من السماء ثم يتطرق إلى عرض النقوش والاثارات القديمة كالاهرامات وتماثيل المواي في جزيرة الفصح وخطوط نازكا وخارطة بيري ريس والقطع الاثرية والرسومات التي تصور مجموعة من الكائنات الغريبة الموجودة عند حضارة المايا والهند والصين والسومر وغيرها. كل هذه الاثار يعتبرها «دانكن» انها لا توافق القدرة العقلية البسيطة للانسان القديم اذ لا يعقل حسب اعتقاده ان المصريين القدماء قاموا بتشييد الاهرامات بواسطة ادوات خشبية بسيطة أو تشييد البريطانيين القدماء صرح ستونهنج بواسطة لحاء من الشجر أو توصل البابليين إلى صناعة البطارية ومعرفة الكواكب واماكنها وغيرها من الاثار والرسومات التي يعتبرها صاحب الكتاب انها لها دلالة على كون مجموعة من المخلوقات الذكية جائت من الفضاء البعيد وعلمت البشر وساعدتهم في تشييد هذه المباني والتصاميم بالإضافة إلى اعتبار «فون دانكن» ان تلك الكائنات أئرت في المحكيات والقصص الدينية وساهمت في وضع الأسس والشعائر الدينية خاصة في العهد القديم.

## الاستقبال
من الرغم على ان الكتاب يدخل ضمن أشهر الكتب في العالم والأكثر جدلا فان العلماء يرفضون جميع افكار الكتاب وينتقدونه ويضعونه في قائمة العلوم المزيفة والاستنتاجات الغير المنطقية والربط اللاعقلاني بين الفرضية والمنحوتات القديمة.. وعلى سبيل المثال قام الكاتب «رونالد» بتاليف كتاب سنة 1976 بعنوان " The Space Gods Revealed " من اجل دحض افكار «فون دانكن».
بعد وقت قصير من نشر كتاب " عربات الآلهة؟ " تم اتهام " فون دانيكين " على انه قام بسرقة افكار الكاتب الفرنسي "Robert Charroux " وأيضا سنة 2004 نشر في مجلة Skeptic ان فون دانيكين أخذ افكاره من قصص مصورة قديمة مثل " "The Call of Cthulhu " و "At the Mountains of Madness" و " ancient astronaut ".